# 新聞セールス近代化センター
新聞セールス近代化センター（しんぶんセールス近代化センター）とは、新聞拡張団の正常化と、勧誘行為によるトラブル防止のために1993年に設立された団体である。

## 概要
以下の在京新聞社6社によって設立された。
- 朝日新聞
- 毎日新聞
- 読売新聞
- 日本経済新聞
- 産経新聞
- 東京新聞

これらの新聞を勧誘する新聞拡張員は、新聞セールス近代化センターへの登録が義務付けられているが、これは主に首都圏で活動する新聞拡張員に該当する事であり、2007年9月現在では、まだ他地域は管轄外となっている。

## 業務
新聞拡張員に対する直接の管理権限はなく、あくまでも連絡の窓口的な存在として、寄せられた意見やクレームを各社担当部署へ報告している。これらの連絡内容はインシデント化され、報告を受けた各社の担当部署では、その結果と対応内容を近代化センターへ報告している。
時折、設立に関わっている新聞社の広告に、新聞セールス近代化センターからの告知として、悪質な勧誘などについての対処法や、新聞拡張員の模範的な服装や言動、更に新聞契約に際しての諸注意などが掲載されている。トラブルについて連絡があっても、直接対応するのは新聞拡張団へ委託している新聞販売店（または新聞社）であるために、そちらへ直接連絡した方が手っ取り早い場合もある。